# Кашин, Николай Иванович (разведчик)
\
Николай Иванович Кашин (1923 — 1943) — старшина Рабоче-крестьянской Красной Армии, участник Великой Отечественной войны, Герой Советского Союза (1944).

## Биография
Родился 28 февраля 1923 года в селе Большой Куяш Екатеринбургского уезда Челябинской губернии (ныне Кунашакского района Челябинской области). После окончания четырёх классов школы работал в колхозе.
В декабре 1941 года был призван на службу в Рабоче-крестьянскую Красную Армию. Окончил школу младших командиров. С июля 1942 года — на фронтах Великой Отечественной войны. К сентябрю 1943 года сержант был помощником командира взвода пешей разведки 955-го стрелкового полка 309-й стрелковой дивизии 40-й армии Воронежского фронта. Отличился во время битвы за Днепр.
В ночь с 23 на 24 сентября 1943 года первым переправился через Днепр в районе села Монастырёк (ныне в черте посёлка Ржищев Кагарлыкского района Киевской области Украины), скрытно подобрался к немецкому пулемёту и уничтожил его вместе с расчётом. Утром следующего дня немецкие войска предприняли контратаку пехотными и танковыми частями против группы из 45 советских бойцов, возглавляемых Кашиным. В бою лично уничтожил около 20 немецких солдат и офицеров и захватил вражеский пулемёт. За отличие в том бою был представлен к званию Героя Советского Союза.
20 декабря 1943 года скончался в госпитале города Ржищева после тяжелого ранения. Похоронен в братской могиле в селе Трахтемиров Каневского района.
Указом Президиума Верховного Совета СССР «О присвоении звания Героя Советского Союза генералам, офицерскому, сержантскому и рядовому составу Красной Армии» от 10 января 1944 года за «образцовое выполнение боевых заданий командования на фронте борьбы с немецко-фашистскими захватчиками и проявленные при этом отвагу и геройство» был посмертно удостоен высокого звания Героя Советского Союза. Был награждён также орденами Ленина и Красной Звезды (27.08.1943).
В честь Кашина названа улица и установлен бюст в Большом Куяше.